# Dukana
Dukana är en vulkan i Kenya.   Den ligger i länet Marsabit, i den norra delen av landet, 600 km norr om huvudstaden Nairobi. Toppen på Dukana är 1 067 meter över havet.
Terrängen runt Dukana är huvudsakligen platt. Dukana är den högsta punkten i trakten. Trakten runt Dukana är nära nog obefolkad, med mindre än två invånare per kvadratkilometer. Det finns inga samhällen i närheten. Omgivningarna runt Dukana är i huvudsak ett öppet busklandskap.